# Nikolaj Sjtjerbina

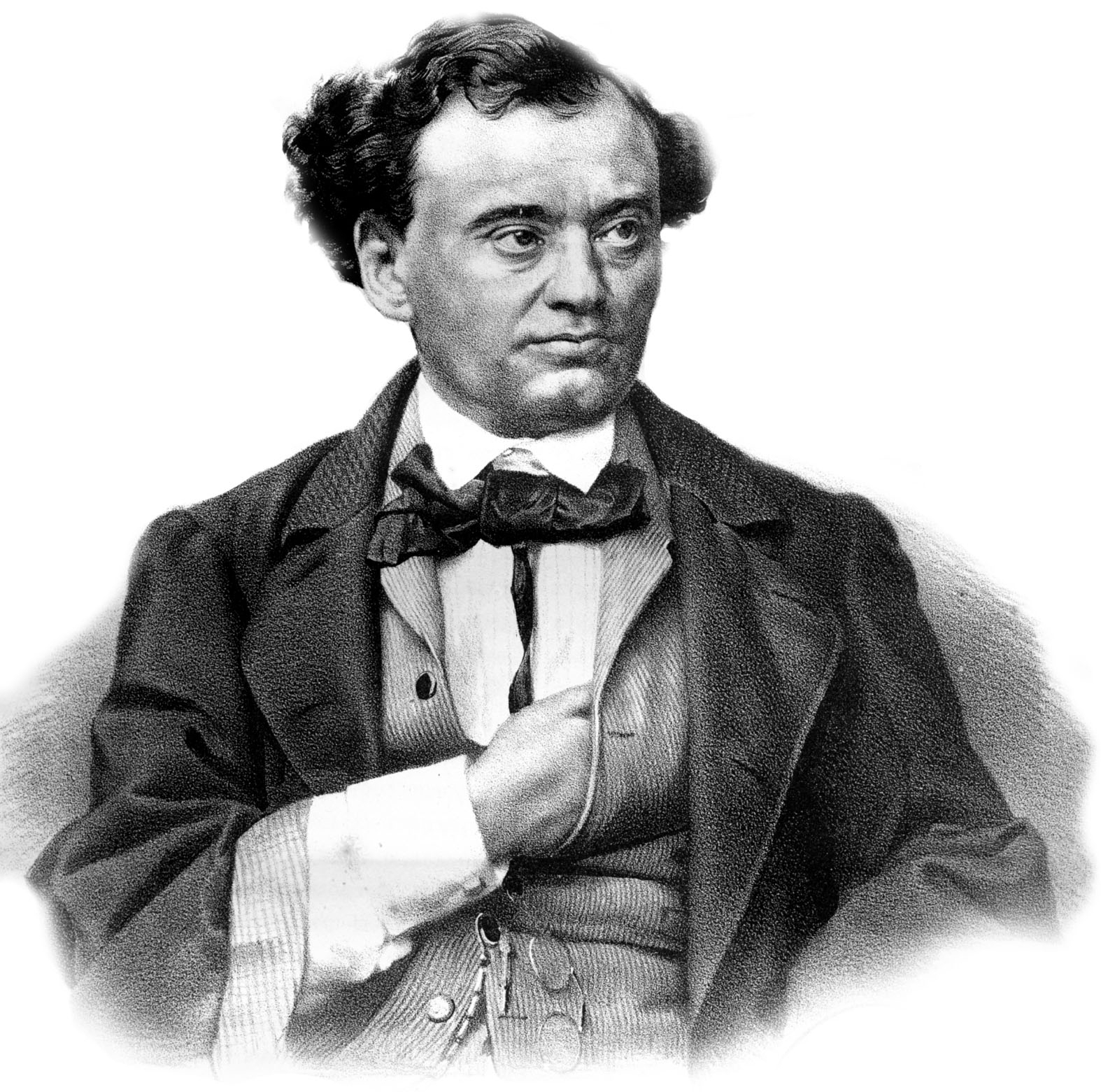
Nikolaj Sjtjerbina

Nikolaj Fjodorovitj Sjtjerbina (ryska: Николай Федерович Щербина), född 14 februari (gamla stilen: 2 februari) 1821 nära Taganrog, död 22 april (gamla stilen: 10 april) 1869 i Sankt Petersburg, var en rysk poet. 
Sjtjerbina var först lärare, men övergick 1850 till litteraturen och fick 1854 anställning i undervisningsministeriet. Hans första diktsamling, Gretjeskija stichotvorenija (Grekiska dikter), mottogs välvilligt. År 1857 utgav han sina samlade dikter i två delar samt en poetisk antologi, Sbornik lutjsjich  proizvedenij russkoj poesii. Mot slutet av sitt liv, då han anslöt sig till den politiska reaktionen, fick hans diktning en bitter klang och förlorade mycket av det naturdyrkande behag som utmärkte hans tidigare verk.